# Mặt trời ảo Liljequist
Một mặt trời ảo Liljequist là một loại hào quang hiếm gặp, một hiện tượng quang học dưới dạng một điểm sáng trên vòng tròn mặt trời ảo cách Mặt Trời khoảng 150-160°; tức là, giữa vị trí của mặt trời ảo 120° và anthelion.
Khi đĩa Mặt Trời chạm đường chân trời, một mặt trời ảo Liljequist nằm cách Mặt Trời khoảng 160° và dài khoảng 10° góc. Khi Mặt Trời lên đến độ cao 30°, hiện tượng dần dần di chuyển tới khoảng cách 150° và khi Mặt Trời lên cao hơn 30° thì hiệu ứng quang học biến mất. Mặt trời ảo này được gây ra bởi các tia sáng đi qua các tinh thể hình tấm phẳng được định hướng theo một hướng xác định. Giống như mặt trời ảo 120°, mặt trời ảo Liljequist trông có màu trắng xanh, tuy nhiên, màu sắc này liên hệ với vòng tròn mặt trời ảo và không phải là do các tinh thể băng gây ra mặt trời ảo Liljequist gây ra.
Hiện tượng này lần đầu tiên được quan sát bởi nhà khí tượng học Gösta Hjalmar Liljequist vào năm 1951 tại Maudheim, Nam Cực trong cuộc thám hiểm Nam Cực của người Anh hợp tác với Thụy Điển và Na Uy bắt đầu vào năm 1949. Sau đó, nó được mô phỏng thực nghiệm bởi Tiến sĩ Eberhard Tränkle (1937–1997) và Robert Greenler vào năm 1987 và được giải thích về mặt lý thuyết bởi Walter Tape vào năm 1994.
Một khảo sát lý thuyết và thực nghiệm về mặt trời ảo Liljequist gây ra bởi các tinh thể hình tấm lục giác lý tưởng cho thấy vị trí góc phương vị của cường độ cực đại xảy ra tại
{\displaystyle \theta _{{\rm {L}}1}=2\arccos \left(n\sin \left({\frac {\pi }{3}}-\alpha _{\rm {TIR}}\right)\right),}
trong đó chỉ số khúc xạ {\displaystyle n} trong giá trị góc giới hạn {\displaystyle \alpha _{\rm {TIR}}=\arcsin(1/n)} của phản xạ toàn phần là chỉ số Bravais cho các tia nghiêng, tức là 
{\displaystyle n(e)={\sqrt {n^{2}-\sin \left(e\right)^{2}}}/\cos \left(e\right),} với độ cao Mặt Trời {\displaystyle e}.
Đối với tinh thể băng khi độ cao Mặt Trời bằng không (tại chân trời), góc phương vị là {\displaystyle \theta _{{\rm {L}}1}\approx 153^{\circ }}. Sự tán sắc của băng gây ra sự biến thiên của góc này, dẫn đến màu xanh lam / lục lam gần với tọa độ phương vị này. Hào quang kết thúc về phía anthelion ở một góc {\displaystyle \theta _{{\rm {L}}2}^{\rm {max}}}:
{\displaystyle \theta _{{\rm {L}}2}^{\rm {max}}={\frac {5\pi }{6}}+\arcsin \left(n\sin \left({\frac {\pi }{3}}-\alpha _{\rm {TIR}}\right)\right)}.